# Batak angkola
Le batak angkola (ou angkola batak) est une langue austronésienne parlée en Indonésie, dans le nord de l'île  de Sumatra. La langue appartient à la branche malayo-polynésienne des langues austronésiennes.

## Classification
L'angkola appartient au groupe des langues batak, qui fait lui-même partie du rameau dit "Northwest Sumatra-Barrier Islands de la branche malayo-polynésienne des langues austronésiennes.
Sa phonologie diffère peu de celle du batak mandailing.

## Phonologie
Les tableaux présentent la phonologie de l'angkola.

### Voyelles
|         | Antérieure | Centrale | Postérieure |
| ------- | ---------- | -------- | ----------- |
| Fermée  | i [i]      |          | u [u]       |
| Moyenne | e [e]      |          | o [o]       |
| Ouverte |            | a [a]    |             |

### Consonnes
|              |              | Bilabiales | Dentales | Dorsales | Dorsales | Glottales |
| ------------ | ------------ | ---------- | -------- | -------- | -------- | --------- |
| Palatales    | Vélaires     | Bilabiales | Dentales |          |          | Glottales |
| Occlusives   | Sourde       | p [p]      | t [t]    |          | k [k]    |           |
| Occlusives   | Sonore       | b [b]      | d [d]    |          | g [g]    |           |
| Fricative    | Fricative    |            | s [s]    |          |          | h [h]     |
| Affriquée    | Affriquée    |            |          | j [d͡ʒ]   |          |           |
| Nasale       | Nasale       | m [m]      | n [n]    | ny [ɲ]   | ng [ŋ]   |           |
| liquide      | liquide      |            | l [l]    |          |          |           |
| roulée       | roulée       |            | r [r]    |          |          |           |
| Semi-voyelle | Semi-voyelle |            |          | y [j]    |          |           |

### Sources
- (en) Adelaar, K.A., Reconstruction of Proto-Batak Phonology, Historical Linguistics in Indonesia, Part 1 (éditeur: Robert Blust), pp. 1-20, NUSA Linguistic Studies in Indonesian and Languages of Indonesia, Volume 10, Jakarta, Badan Penyelenggara Seri NUSA, 1981.
- (en) Adelaar, Alexander, The Austronesian Languages of Asia and Madagascar: A Historical Perspective, The Austronesian Languages of Asia and Madagascar, pp. 1-42, Routledge Language Family Series, Londres, Routledge, 2005,  (ISBN 0-7007-1286-0)